# Alba (kyrkotextil)

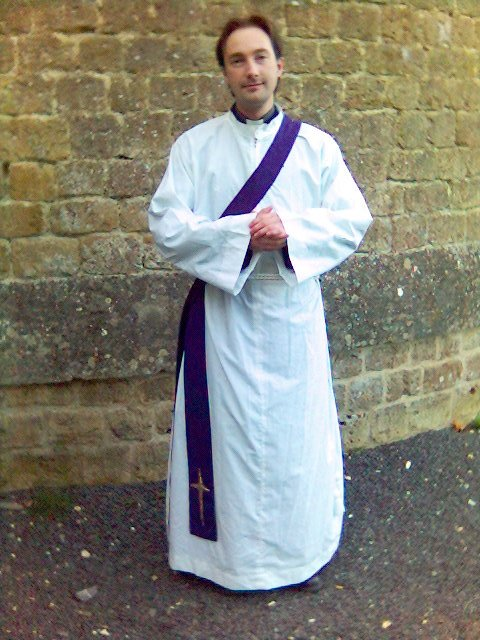
En anglikansk präst liturgiskt klädd som diakon med alba, cingulum och violett stola

Alba (latinets ord för den vita) eller mässkjorta är ett liturgiskt plagg i form av en vit skjorta av linne. Alban är fotsid, mycket vid och har långa, trånga ärmar. Den var ursprungligen en gammalkyrklig dopdräkt och plagget symboliserar renheten (se Uppenbarelseboken 7:14).
Alban är strikt sett akolutens plagg.
Alban har sitt ursprung i antikens tunika. Dess utseende har varierat mycket genom århundradena, under slutet av medeltiden gjordes den vid nedtill genom insatta sidokilar, som ibland rynkades. Inom Svenska kyrkan borttogs under 1600-talet kilarna och all vidd inrynkades vid halslinningen i samband med att halslinet bortlades, och plagget försågs med en nedliggande krage. Från medeltiden pryddes albans nedre fåll fram och bak med avlångt fyrkantiga tyg- eller broderigarneringar, vanligen färglagda. Dessa bortlades då man under 1700- och 1800-talet införde att allt rikare bruk av spetsar som kantning nedtill på ärmar och krage.
Ovanpå alban bär prästen under mässan såväl stola och manipel (i äldre latinsk rit) som mässhake. Utom manipeln bär diakonen å sin sida stolan snedställd och eventuellt dalmatikan (alt. den vikta mässhaken eller den breda stolan). Subdiakonen bär ovanpå alban endast manipeln och tunikan (alternativt den vikta mässhaken). Som krage kan amictus bäras.
Halslin eller amictus är ett tillbehör till den liturgiska klädnaden alba. Halslinet tas på innan man tar på alban och fälls ner som en krage över denna. Den symboliserar "frälsningens hjälm" (1 Thess. 5:8).